# П-19
П-19 «Дунай» — (индекс ГРАУ — 1РЛ134, по классификации МО США и НАТО — Flat Face B) — мобильная двухкоординатная радиолокационная станция дециметрового диапазона волн.

## Назначение
РЛС П-19 предназначена для своевременного обнаружения и сопровождения воздушных объектов, в пределах зоны видимости, определения государственной принадлежности и выдачи их координат (дальность, азимут) потребителям информации о воздушной обстановке.

## Технические характеристики[3]
| Характеристики П-19                | Характеристики П-19 |
| ---------------------------------- | ------------------- |
| Рабочий диапазон частот            | 830 … 882 МГц       |
| Импульсная мощность                | 300 кВт             |
| Максимальная дальность обнаружения | 160 км              |
| Зона обзора по высоте, м           | 6000                |

## Комплектация
Дальномер смонтирован на 3 прицепах:
- шасси ЗИЛ-131;
- прицеп-электростанция.